# Camponotus mifaka
Camponotus mifaka  (лат.) — вид муравьёв-древоточцев рода Кампонотус (Camponotus). Мадагаскар.

## Распространение
Эндемик горной части острова Мадагаскар (провинция Анциранана, Parc National de Marojejy; в  кустарниковых зарослях до 2000 м; обнаружен в мёртвой древесине).

## Описание
Длина рабочих от 5 до примерно 1 см (солдаты). От близких видов отличается тем, что верхняя часть груди покрыта многочисленными отстоящими волосками, дорзум головы и мезонотума сетчато-пунктированный (как и у C. edmondi, C. orombe и C. tafo, но у них редуцированное число отстоящих волосков на спинке), выпуклой с двух сторон формой узелка петиоля, а также морфометрическими пропорциями. Основная окраска тела чёрная.
Верхнебоковые края проподеума окаймлённые или с резким килем, проподеальная поверхность вогнутая, переднебоковые углы пронотума окаймлённые, передние тазики крупнее чем ширина мезоплеврона груди, проподеальный дорзум резко переходит вниз к месту соединения с петиолем. Мандибулы треугольной формы с 6 зубцами, увеличивающиеся в размере к вершине. Усики 12-члениковые и прикрепляются на некотором расстоянии от заднего края наличника. Максиллярные щупики состоят из 6 члеников, а лабиальные — из 4. Промезонотальный шов развит. Проподеальные лопасти и метаплевральные железы отсутствуют. На средних и задних голенях по одной шпоре. Стебелёк между грудкой и брюшком состоит из одного членика (петиолюс), несущего вертикальную чешуйку. Жало отсутствует. Вид был впервые описан в 2016 году малагасийским мирмекологом Жан-Клодом Ракотонирина (Jean Claude Rakotonirina, Madagascar Biodiversity Center, Антананариво, Мадагаскар) и американскими энтомологами Шандором Чёсом (Sandor Csősz) и Брайаном Фишером (Brian Lee Fisher; California Academy of Sciences, Сан-Франциско, США).
Включён в состав видовой группы Camponotus edmondi.